# Microsoft Bob
Microsoft Bob fue una aplicación de la compañía Microsoft que se lanzó el 10 de marzo de 1995 para Windows 3.1 con el fin de mejorar la imagen del sistema operativo. A pesar de su novedosa interfaz de usuario, Bob no consiguió funcionar en el mercado, siendo uno de los fracasos más grandes de Microsoft. En el momento de su lanzamiento, Microsoft Bob fue duramente criticado en los medios de comunicación y no obtuvo una amplia aceptación entre los usuarios, lo que resultó en su discontinuación. En mayo de 2006 Microsoft Bob fue considerado como uno de los 25 peores productos tecnológicos por la revista PC World.

## Orígenes
Microsoft Bob, diseñado para Windows 3.1 y Windows 95, intentó usar una interfaz de usuario «amable» y divertida, reemplazando al Program Manager. El proyecto fue llevado por Melinda French, que en esa época era novia de Bill Gates. El proyecto, una vez que French había abandonado Microsoft, fue dirigido por Karen Fries. Microsoft originalmente era el propietario del dominio bob.com, pero lo intercambió con Bob Kerstein por el dominio windows2000.com

## Características
Microsoft Bob incluyó varios programas de oficina como una herramienta de finanzas y un procesador de texto. La interfaz de usuario simulaba a una casa y cada mueble u objeto de la habitación estaba asociada a una función como por ejemplo, la máquina de escribir, la cual era el procesador de textos. Esta interfaz fue diseñada para ser útil a los usuarios novatos pero muchos se quejaron de que era demasiado infantil, poco práctica y reiterada. Cada acción, como, por ejemplo, hacer un nuevo documento, iba acompañada de unos tutoriales paso a paso, sin importar cuántas veces hubiera realizado el usuario esa acción. Los usuarios eran guiados a través de diversos personajes de dibujos animados, como por ejemplo un perro guardián o un loro. 
Bob también tiene relación con la famosa tipografía de «Microsoft Comic Sans», ya que esta fuente fue encargada exclusivamente para ser usada como tipografía predeterminada de Bob. Al estar pensada para este programa, el diseñador trató de crear una fuente infantil y pensada para niños. Sin embargo, Comic Sans no se acabó a tiempo y Bob nunca llegó a usarla. Microsoft decidió entonces incluirla en su paquete de fuentes preinstaladas de todas las versiones posteriores de Windows hasta la fecha.
Estas características llevaron a Bob al 7º puesto de la revista PC World en su lista Los 25 peores productos de todos los tiempos y a ser el peor producto de la década según CNET.com.

## Los guías de Bob
El programa Bob siempre estaba dirigido por una serie de guías que eran personajes de dibujos animados, cada uno con su propia personalidad y un conjunto de animaciones propias, que serían precursores de lo que más adelante se convertirían en los "Asistentes de Office" y los agentes de "Microsoft Agent Technologies". Debido a que los guías repetían constantemente un número muy reducido de frases y siempre mostraban largos tutoriales paso a paso de cada aplicación aunque el usuario ya hubiera realizado estos trabajos con anterioridad, alimentaron las críticas hacia Bob; Estos eran:
- Rover, el perro amarillo (Más tarde se convierte en Ruffo, el ayudante de búsqueda en Windows XP).
- Baudelaire, una gárgola de una catedral gótica.
- Blythe, un insecto propio de Nueva York.
- Chaos, un gato de peluche Francés.
- Digger, una lombriz Irlandesa.
- Hopper, un conejito de color azul.
- Java, un dragón "bebedor de café" de Guatemala.
- Ruby, un loro.
- Shelly, una tortuga que llevaba una mochila.
- Scuzz, una rata que toca la guitarra de la ciudad de Peoria.
- Speaker, un altavoz color negro.
- Will, una versión animada de William Shakespeare.
- The Dot, una pelota roja con cara sonriente (Más tarde pasó a formar parte del ayudante de Office como Ridondo).

## Recepción y legado
Bob fue uno de los fracasos más visibles de Microsoft. A pesar de haber sido descontinuado antes de que se lanzara Windows 95, Microsoft Bob continuó siendo severamente criticado en revisiones y medios populares. En 2017, Melinda Gates reconoció que el software "necesitaba una computadora más poderosa que la que la mayoría de la gente tenía en ese entonces".
Bob recibió el séptimo lugar en la lista de los 25 peores productos tecnológicos de todos los tiempos de la revista PC World, el peor producto número uno de la década por CNET.com, y un puesto en una lista de los 50 peores inventos publicados por la revista Time, que llamó a Bob "excesivamente cutre" y un "sistema operativo diseñado alrededor de Clippy". Steve Ballmer de Microsoft mencionó a Bob como un ejemplo de una situación en la que "decidimos que no hemos tenido éxito y paramos".
El empleado de Microsoft, Raymond Chen, escribió en un artículo que se incluyó una copia encriptada de Bob en los CD de instalación de Windows XP para ocupar espacio y ralentizar la descarga de copias ilegales. El periodista tecnológico Harry McCracken calificó la historia de "una historia de leyendas deliciosamente urbana" y señaló sus similitudes con una broma del Día de los Inocentes que dice que Bob estaba escondido en Windows Vista.
A pesar de que se dejó de comercializar cuando fue lanzado Windows 98, Microsoft Bob aún tiene algunos elementos que se siguen usando en productos de Microsoft.
- El logotipo de Bob era una cara sonriente con gafas, uno de los emoticonos de Windows Live Messenger, llamado "Sabelotodo" y que se obtenía al teclear "8-|"
- Will (la caricatura de Shakespeare) y Dot  fueron durante un tiempo Asistentes de la suite ofimática de Microsoft, Microsoft Office. (Will solo apareció en Office 97)
- Rover, el perro mascota del software, reapareció en la función de búsqueda de archivos de Windows XP.
- Las animaciones de Rover inspiraron las del Asistente de Office "Rex".
- Rocky, un perro animado, aparece en el programa de Microsoft Greetings Workshop. El nombre del archivo de Rocky es Rover como el Rover de Microsoft Bob.
- La fuente Comic Sans fue creada para ser usada en los bocadillos de la mascota de Bob.[3]
- Microsoft Bob puede obtenerse como emblema en Halo 5, siendo este un emblema "ultrarraro".